# Exterminação do mal
Exterminação do mal (辟邪絵, hekija-e) é um conjunto de cinco pinturas que retratam divindades asiáticas tradicionais banindo o mal. As pinturas são coletivamente listadas como tesouro nacional do Japão e mantidas no museu nacional de Nara.

## Visão geral
Se acredita que as pinturas tenham sido criadas durante o século XII, durante o reinado do imperador Go-Shirakawa no período Heian; elas também podem ter sido produzidas durante o período Kamakura. Se acredita que o calígrafo, nos cinco pergaminhos, seja o mesmo que no pergaminho do inferno (地獄草紙, jigokuzōshi) e no demônio da punição, que foram produzidos aproximadamente ao mesmo tempo. Se acredita que eles tenham sido originalmente um único pergaminho, conhecido como a "segunda edição do pergaminho do inferno da família Masuda", que foi armazenado no templo rengeō-in (agora sanjūsangen-dō). As pinturas retratam cinco divindades benevolentes em combate contra o mal (representado por demônios); as divindades vêm de várias culturas, incluindo as contemporâneas japonesa, chinesa e indiana. Se acredita que elas estejam associadas às telas de transformação do inferno, então usadas em Nara para cerimônias de arrependimento no final de cada ano, onde os devotos recitavam os nomes dos budas no palácio Heijō (平城宮, Heijō-kyū).
As pinturas foram designadas tesouros nacionais do Japão em 6 de junho de 1985, com o número de acesso 1106. Elas estão localizadas no museu nacional de Nara em Nara, prefeitura de Nara.

## Obras

### Tenkeisei

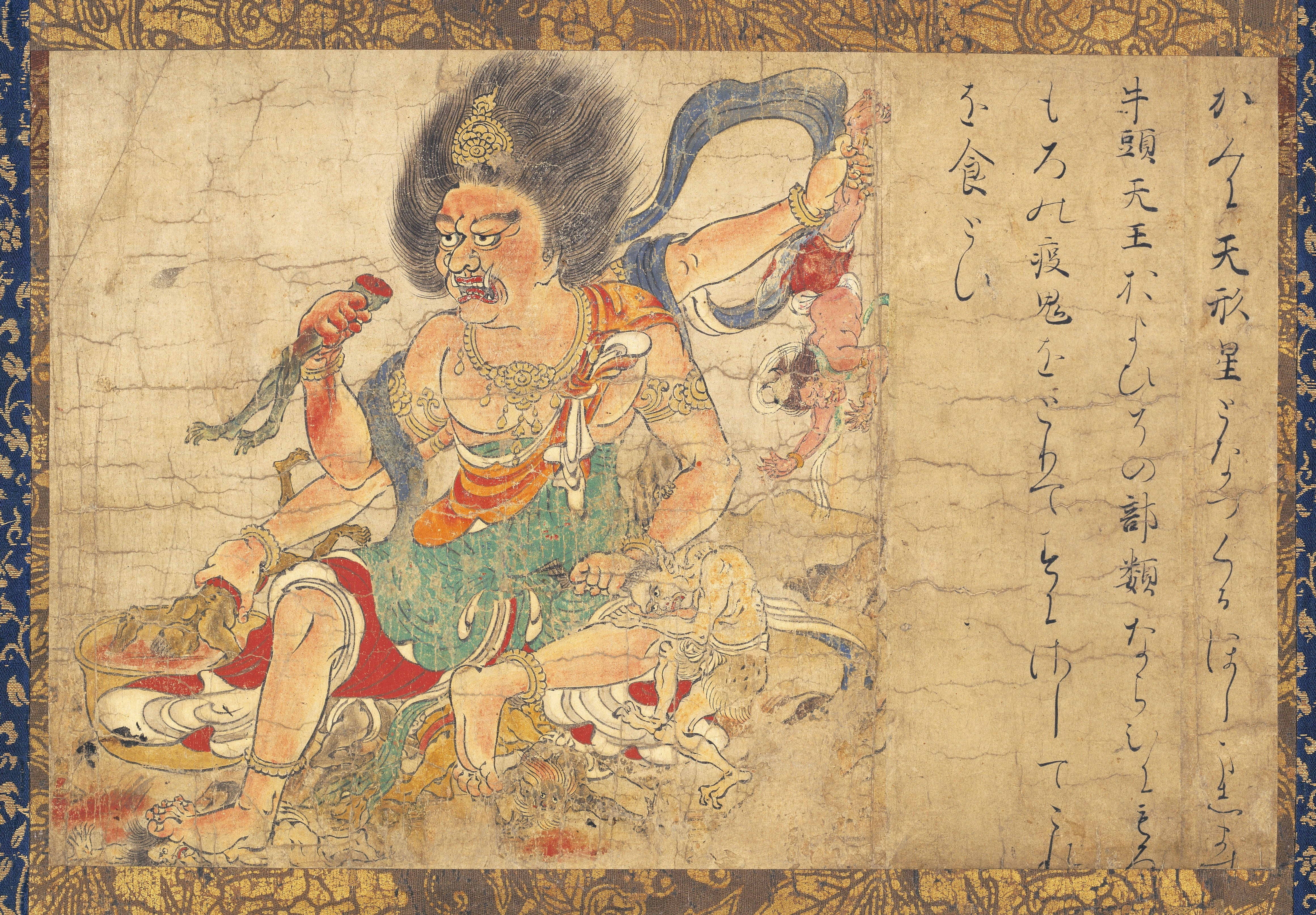
Tenkeisei.

Tenkeisei (天刑星, que significa literalmente "a estrela [que inflige] do castigo celestial"), ou o deus do castigo celestial, é uma divindade da tradição chinesa de yin e yang. Originalmente um demônio, mais tarde ele assumiu um papel nas orações Vajrayana. Na pintura, ele é retratado lutando e consumindo gozu tennō (牛頭天王), uma divindade com cabeça de boi adorada no santuário de Gion (atual Yasaka) em Quioto (京都市, Kyōto-shi). A pintura mede 26 por 39,2 centímetros (10,2 por 15,4 polegadas) e tem o número de acesso 1106-1.

### Sendan Kendatsuba(Candana Gandharva)

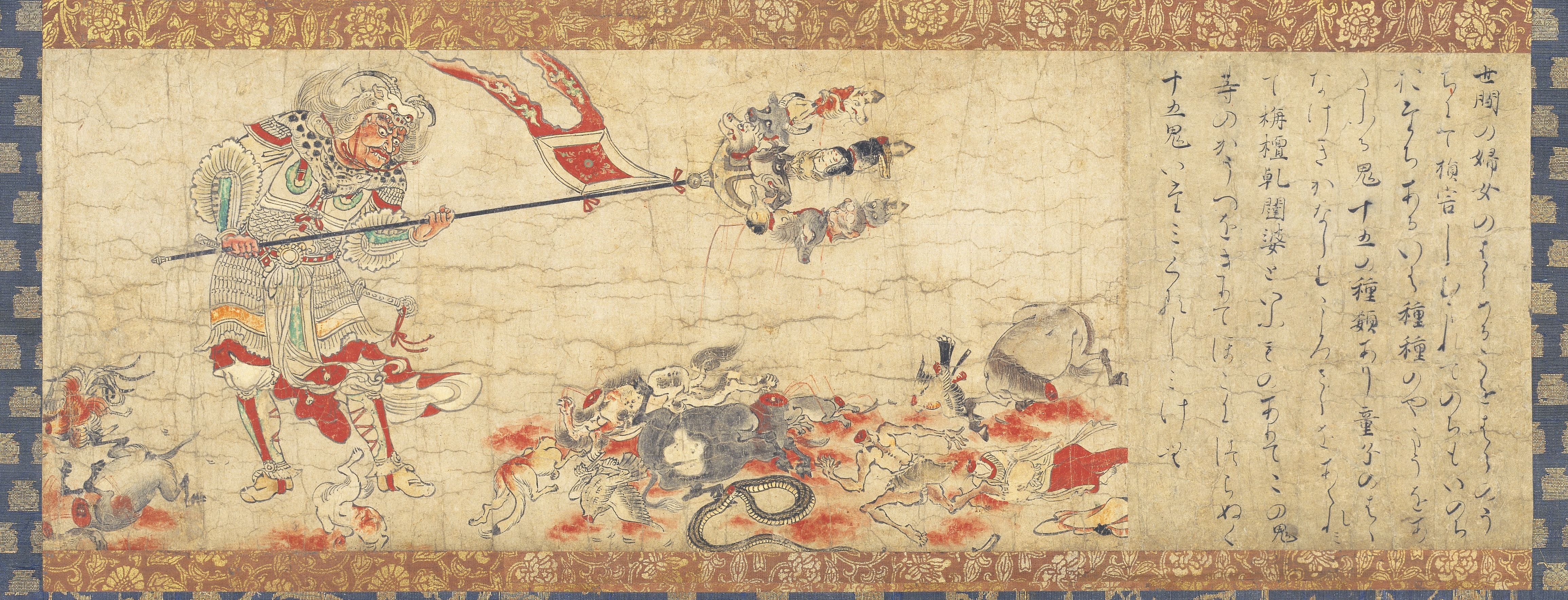
Sendan Kendatsuba (Candana Gandharva).

Sendan Kendatsuba (栴檀乾闥婆, nome sânscrito Candana Gandharva) é um dos oito guardiões da lei budista e uma das 33 manifestações de Avalokiteśvara. Ele é derivado de um deus patrono indiano da música e se acredita que protege os jovens das quinze divindades malévolas. Ele é desenhado semelhante ao Dôji mandara. A pintura mede 25,8 por 77,2 centímetros (10,2 por 30,4 polegadas) e tem o número de acesso 1106-2.

### Shinchū

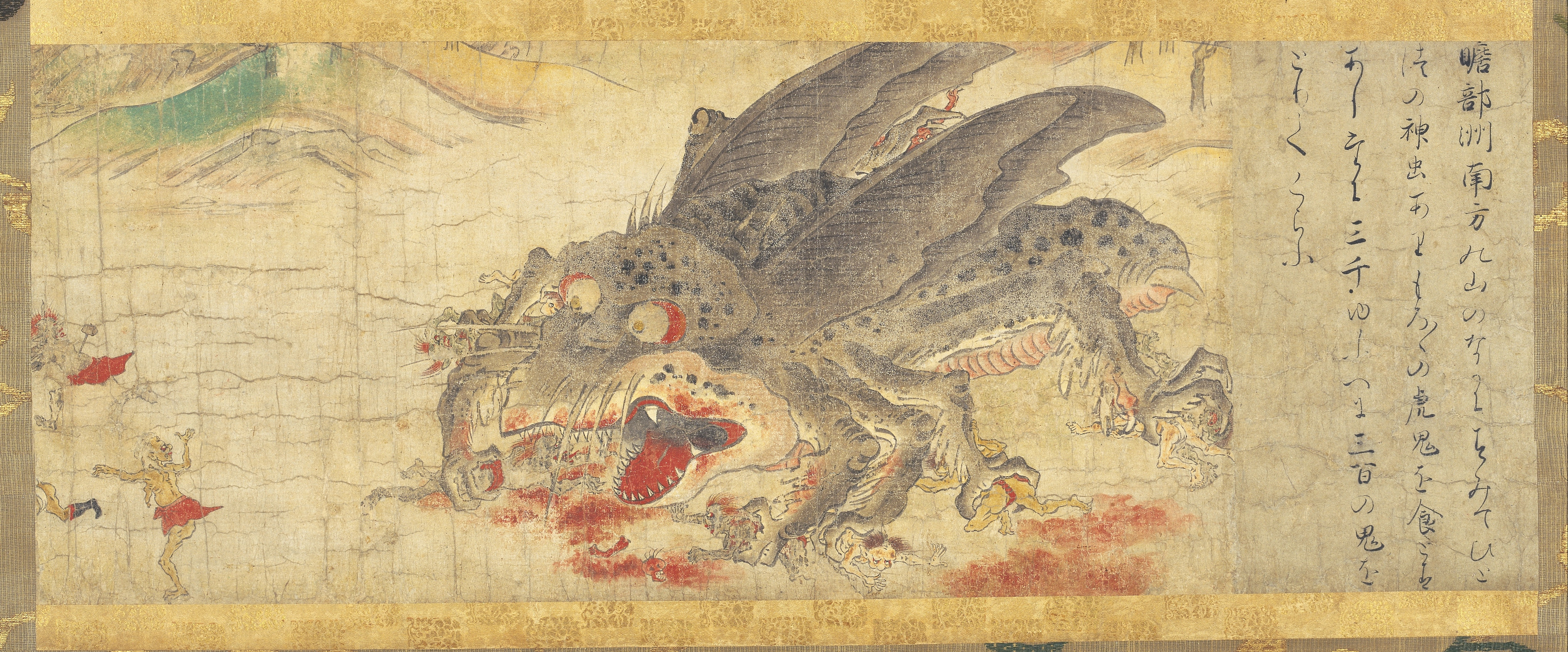
Shinchū.

O inseto divino (神虫, shinchū) é uma divindade descrita como uma mariposa do bicho-da-seda. Era conhecido por milagres. A pintura mede 25,8 por 70 centímetros (10,2 por 27,6 polegadas) e tem o número de acesso 1106-3.

### Shōki

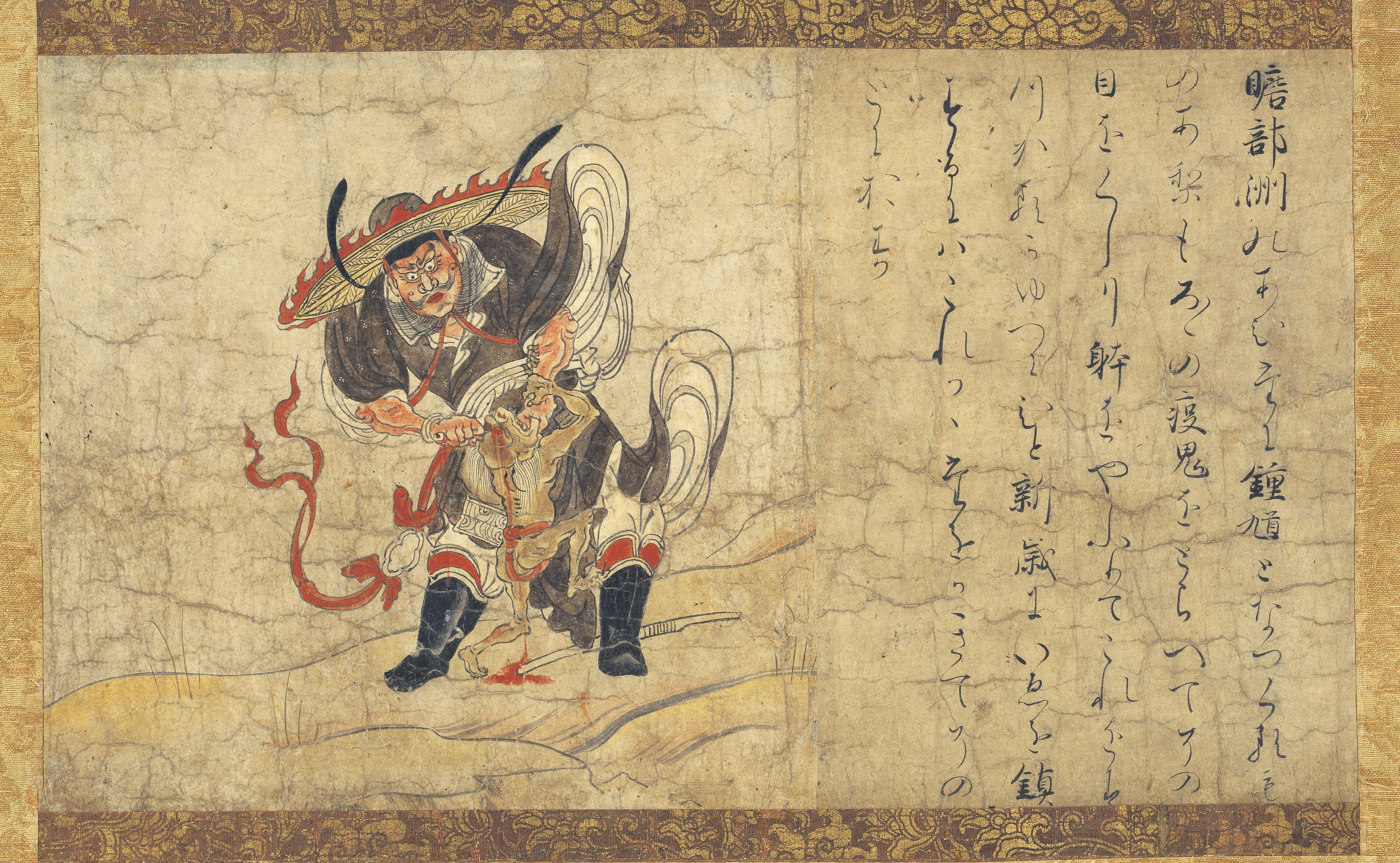
Shōki.

Shōki (鍾馗) é uma divindade contada em setsuwa (contos orais) budista para proteger o imperador Xuanzong de Tang. Na pintura, shōki é retratado com uma barba espessa e olhos grandes. Vestindo um chapéu preto, manto e botas altas, Shōki é mostrado esfaqueando um demônio. A pintura mede 25,8 por 45,2 centímetros (10,2 por 17,8 polegadas) e tem o número de acesso 1106-4.

### Bishamonten

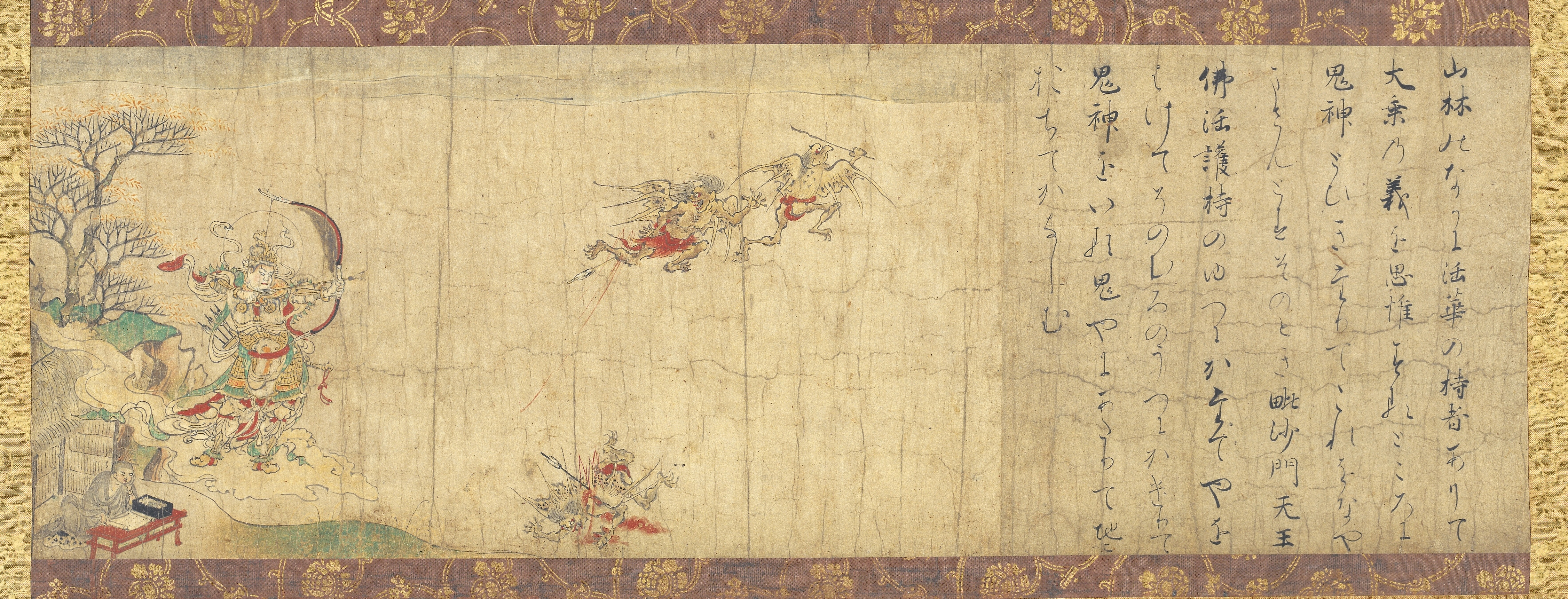
Bishamonten.

Bishamonten (毘沙門天) é o nome japonês para Vaiśravaṇa, o chefe dos quatro reis celestiais. Na imagem, ele é retratado protegendo os seguidores do sutra de Lótus do mal enquanto carrega um arco. Seu equipamento é semelhante ao encontrado nas pinturas chinesas das dinastias Tang e Song. A pintura mede 25,8 por 76,5 centímetros (10,2 por 30,1 polegadas) e tem o número de acesso 1106-5.